# Astragalus nitidiflorus
Astragalus nitidiflorus — вид квіткових рослин з родини бобових (Fabaceae). Ареал охоплює такі країни: пд.-сх. Іспанія (Картахена (Мурсія)). 

## Відкриття та збереження
Ця рослина вперше описана в 1909 році і вважалася вимерлою, поки її не знайшли приблизно через 100 років після вимирання, і «повторна поява цього виду викликала інтерес у фахівців з охорони навколишнього середовища, оскільки причини його критичного стану невідомі». У 2004 році в заповідній зоні між Картахеною та Масарроном виявили групу з 46 екземплярів. Відтоді регіональне міністерство охорони навколишнього середовища регіону Мурсія сприяє її захисту та збереженню. Маркери ISSR допомогли виявити, що Astragalus nitidiflorus має низьке генетичне різноманіття. «Цей вид росте на неглибокому ґрунті з метаморфічних та вулканічних порід між гірськими та оброблюваними районами». 3 березня 2017 року опубліковано Указ № 12/2017 від 22 лютого, яким затверджено План відновлення Astragalus nitidiflorus.

## Середовище
Ця багаторічна трава росла в трав'янистих середовищах та заростях прогалин між 0 і 200 м над рівнем моря. Причини зникнення рослини невідомі.

## Галерея

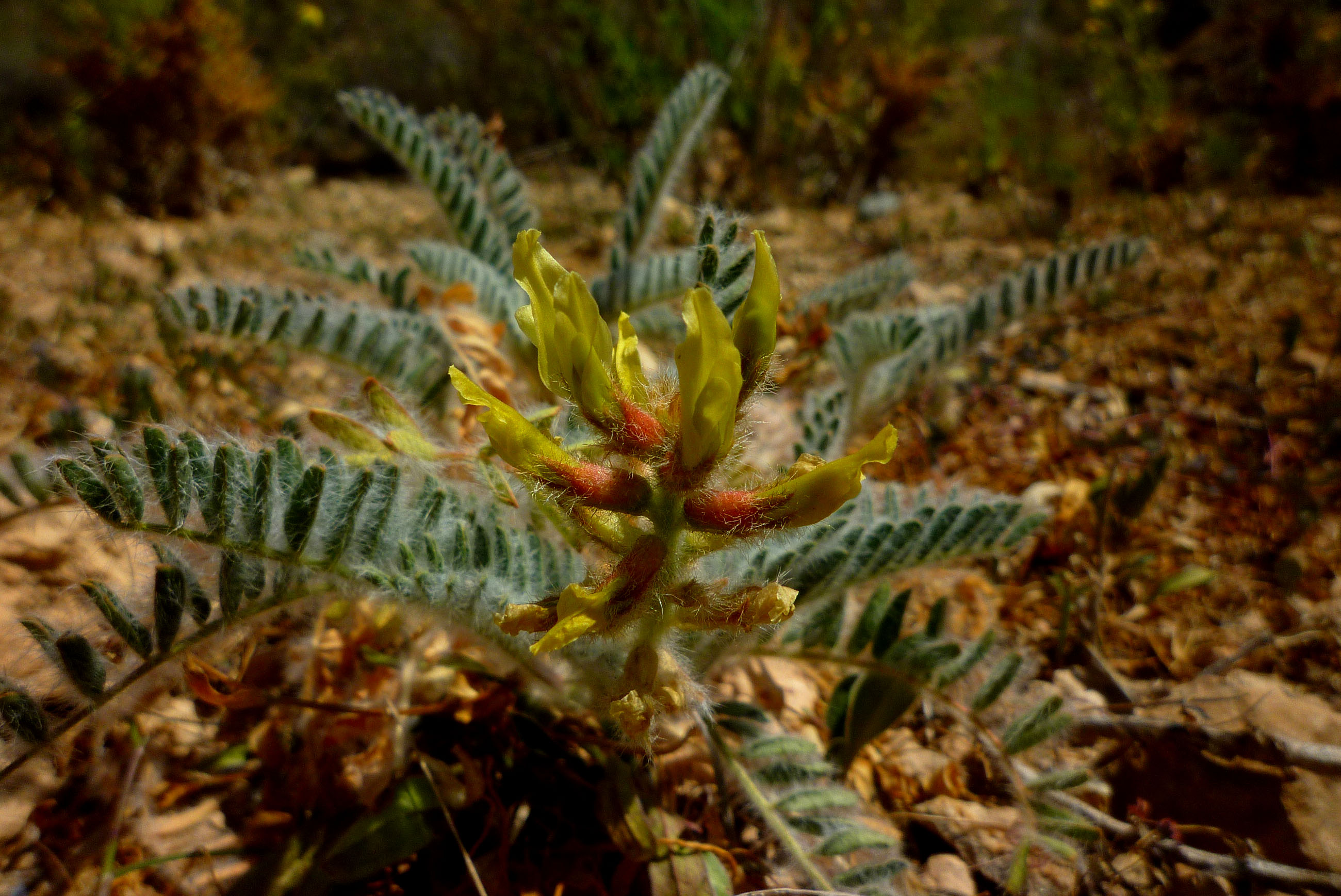
У цвітінні
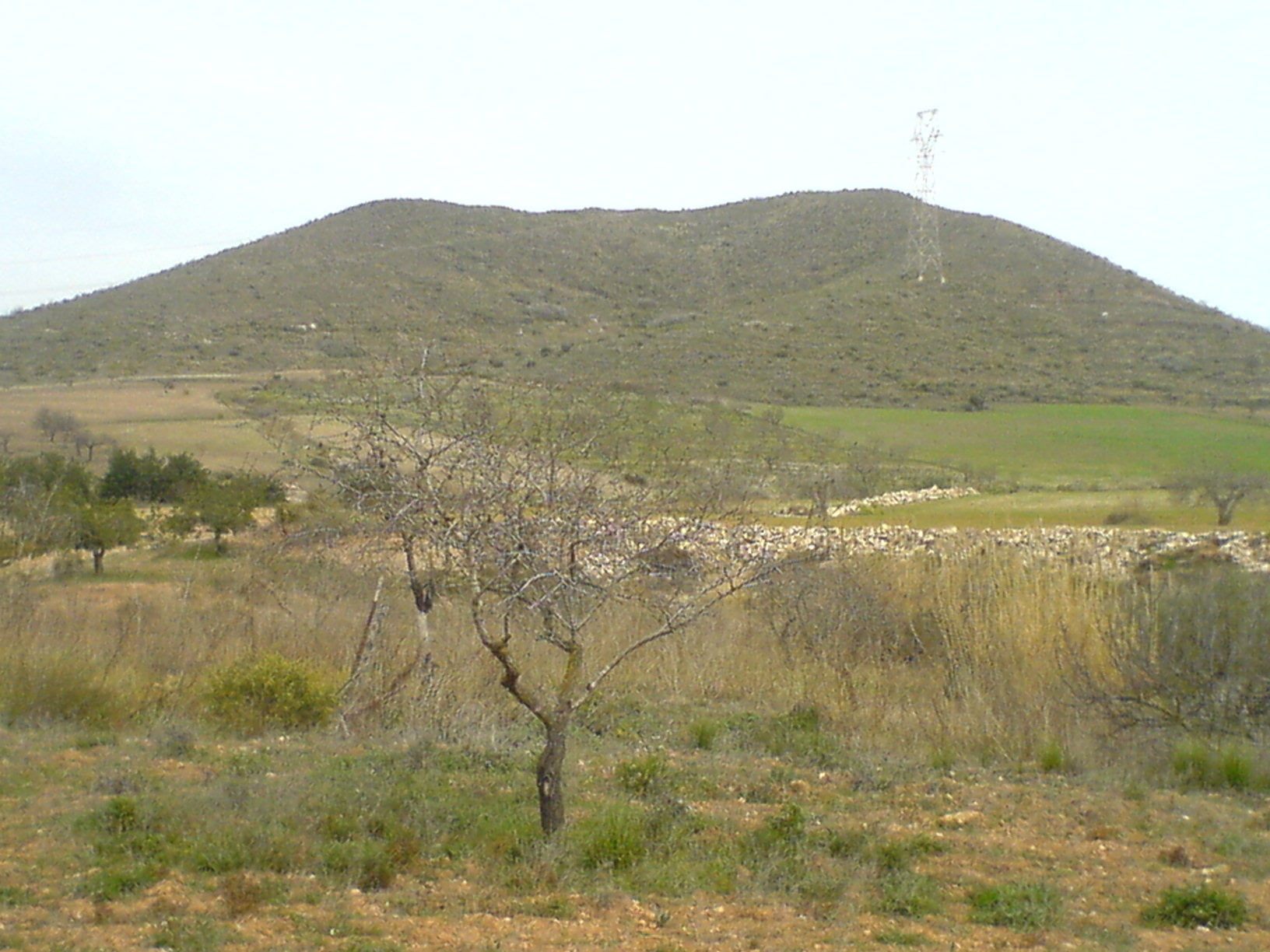
Кабесо-Негро-де-Тальянте, четвертинний вулкан, де можна знайти цей вид